# Megalagrion nigrohamatum
Megalagrion nigrohamatum är en trollsländeart. Megalagrion nigrohamatum ingår i släktet Megalagrion och familjen dammflicksländor. IUCN kategoriserar arten globalt som nära hotad.

## Underarter
Arten delas in i följande underarter:
- M. n. nigrohamatum
- M. n. nigrolineatum